# La Vallée (film, 1972)
Pour les articles homonymes, voir La Vallée (homonymie).
Pour plus de détails, voir Fiche technique et Distribution.
La Vallée est un film français réalisé par Barbet Schroeder et sorti en 1972 dont la bande originale intitulée Obscured by Clouds a été entièrement réalisée par le groupe Pink Floyd. Il s'agit de leur deuxième collaboration, puisque le groupe britannique a réalisé la bande sonore du film More en 1969. Il s'agit du deuxième film de Schroeder, son premier étant More.

## Synopsis
Viviane, l'épouse désœuvrée du consul de France à Melbourne, essaie de tromper son ennui lors d'un séjour en Nouvelle-Guinée. Elle suit un groupe d'explorateurs étrangers, car elle voudrait trouver des objets exotiques, notamment les plumes rarissimes de l'oiseau de paradis, sans résultat. L'un des explorateurs la séduit, et elle décide de se joindre au groupe au lieu de regagner l'Australie. La petite équipe s'aventure dans la brousse et ses contrées inconnues dans le but d'atteindre une vallée inexplorée. Ce cheminement amène les voyageurs à rencontrer des tribus isolées et les confronte aux difficultés des conditions d'une vie primitive.

## Fiche technique
- Titre original : La Vallée
- Réalisation : Barbet Schroeder
- Scénario : Barbet Schroeder
- Dialogues : Barbet Schroeder, Paul Gégauff
- Photographie : Nestor Almendros
- Son : Jean-Pierre Ruh
- Montage : Denise de Casabianca
- Musique : Pink Floyd - album Obscured by Clouds (no 1 des ventes en France en 1972)
- Direction de production : Mike Kaplan
- Sociétés de production : France, Société Nouvelle de Cinématographie (SNC) et Les Films du losange ; Royaume-Uni, Circle Associates Ltd
- Sociétés de distribution : Imperia Films (distributeur d'origine pour la France), Les Films du losange (France)
- Pays de production :  France
- Langues originales : anglais, français
- Format : 35 mm — couleur (Eastmancolor) — 2.35:1 (TechniScope) — son monophonique
- Genre : drame, aventures
- Durée : 100 minutes
- Date de sortie :
  - France : 11 juillet 1972
- Nombres d'entrées : 511 029 entrées (dont 119 690 à Paris).
- (fr) Classifications CNC : interdit aux -12 ans, Art et Essai (visa d'exploitation no 38707 délivré le 4 juillet 1972)

## Distribution
- Bulle Ogier : Viviane
- Jean-Pierre Kalfon : Gaëtan
- Valérie Lagrange : Hermine
- Michael Gothard : Olivier
- Jérôme Beauvarlet[1] : Yann
- Miquette Giraudy : Monique

## Production

### Casting
Valérie Lagrange : « Jean-Pierre Kalfon me téléphone pour me prévenir que Barbet Schroeder voulait nous emmener en Nouvelle-Guinée pour tourner dans son film La Vallée. […] Dans la distribution du film figuraient également Bulle Ogier, la compagne de Barbet, Michael Gothard, un acteur anglais, Miquette, une amie qui faisait office d'actrice et de scripte, et mon fils Jérôme ».

### Tournage
- Extérieurs : Papouasie-Nouvelle-Guinée.
- Valérie Lagrange[2] : « Nous sommes arrivés à Port Moresby, la capitale, en bordure de mer, après un court séjour à Sydney. Puis nous sommes tous montés dans des Land Rover en direction de Mount Hagen, dans les Highlands, les montagnes où allait se dérouler un grand festival réunissant toutes les tribus de l’île pendant une semaine. Barbet avait prévu d'en profiter pour tourner quelques scènes du film pendant cet événement qui ne se produisait que tous les deux ans. […] Cinq mille Papous en costume d'apparat, avec plumes, javelots, os fichés dans le nez et les oreilles, défilant en rang serrés et poussant des cris de guerre dans la chaleur et la poussière d'un immense plateau encerclé de montagnes ! Le spectacle était à couper le souffle. […] Rien que pour cela, le film de Barbet vaut encore la peine d'être vu. […] Nous sommes restés deux mois en Nouvelle-Guinée. […] Nous sommes partis dans de petits avions tourner dans de magnifiques villages sur pilotis, au bord de la rivière Sepik que nous avons remontée dans des bateaux à moteurs, en croisant çà et là de gros crocodiles amorphes et songeurs. […] Et puis il y a eu cette grande fête à la mémoire des ancêtres, réunissant plusieurs tribus. Barbet avait obtenu la permission de filmer l’événement. Les Papous, avec leurs maquillages et leurs parures de fête, allaient danser et chanter sur le sol où étaient enterrés leurs morts. Comme Jean-Pierre, j'avais tenu à y participer, bien que Barbet ne nous l'ait pas demandé. Les préparatifs ont duré toute la matinée. J'étais assise en tailleur, par terre ; face à moi se tenait une dame papou avec son bébé dans le dos, qui me maquillait. […] Une fois tout le monde paré et maquillé, Jean-Pierre et moi avons participé aux chants et aux danses, très primitives, sur le sol des ancêtres. Toutes les scènes que j'ai décrites apparaissent dans le film ».

## Distinction
- Mostra de Venise 1972 : film présenté en ouverture du festival[4].

## Musique du film
Après une altercation avec la production, Pink Floyd décida de sortir la BO sous un titre différent de celui du film. L'album s'est donc intitulé Obscured by Clouds, s'inspirant du film où l'on voit souvent une vallée lointaine cachée par les nuages des montagnes.
À sa sortie en France, en 1972, l'album rencontre un grand succès et se place en tête des ventes, classement jamais renouvelé.

## Vidéographie
- 2002 : La Vallée, de Barbet Schroeder, 1 DVD Zone 2, Warner Vision France.
- 2007 : La Vallée, de Barbet Schroeder, 1 DVD Zone 2, M6 Vidéos.
- 2016 : The Early Years 1965-1972 (Volume 7 : Continu/ation) : More et La Vallée, de Barbet Schroeder, 1 DVD/Blu-Ray